# 모나코 그랑프리
모나코 그랑프리(프랑스어: Grand Prix de Monaco, Monaco Grand Prix)는 모나코의 모나코 서킷에서 열리는 포뮬러 원 대회이다. 1929년 첫 경주를 시작으로 현재는 세계에서 가장 영향력 있고 유명한 자동차 경주 중 하나이다. 또한 인디애나폴리스 500, 르망 24시와 함께 소위 모터스포츠계의 트리플 크라운을 구성하고 있다.

## 역대 우승자
- 1929년 - William Grover-Williams
- 1930년 - René Dreyfus
- 1931년 - Louis Chiron
- 1932년 - Tazio Nuvolari
- 1933년 - Achille Varzi
- 1934년 - Guy Moll
- 1935년 - Luigi Fagioli
- 1936년 - Rudolf Caracciola
- 1937년 - Manfred von Brauchitsch
- 1938년 - 1947년 : 제2차 세계 대전으로 대회 없음
- 1948년 - Giuseppe Farina
- 1950년 - Juan Manuel Fangio
- 1952년 - Vittorio Marzotto
- 1955년 - Maurice Trintignant
- 1956년 - Stirling Moss
- 1957년 - Juan Manuel Fangio
- 1958년 - Maurice Trintignant
- 1959년 - Jack Brabham
- 1960년 - Stirling Moss
- 1961년 - Stirling Moss
- 1962년 - Bruce McLaren
- 1963년 - Graham Hill
- 1964년 - Graham Hill
- 1965년 - Graham Hill
- 1966년 - Jackie Stewart
- 1967년 - Denny Hulme
- 1968년 - Graham Hill
- 1969년 - Graham Hill
- 1970년 - Jochen Rindt
- 1971년 - Jackie Stewart
- 1972년 - Jean-Pierre Beltoise
- 1973년 - Jackie Stewart
- 1974년 - Ronnie Peterson
- 1975년 - Niki Lauda
- 1976년 - Niki Lauda
- 1977년 - Jody Scheckter
- 1978년 - Patrick Depailler
- 1979년 - Jody Scheckter
- 1980년 - Carlos Reutemann
- 1981년 - Gilles Villeneuve
- 1982년 - Riccardo Patrese
- 1983년 - Keke Rosberg
- 1984년 - 알랭 프로스트
- 1985년 - 알랭 프로스트
- 1986년 - 알랭 프로스트
- 1987년 - 아이르통 세나
- 1988년 - 알랭 프로스트
- 1989년 - 아이르통 세나
- 1990년 - 아이르통 세나
- 1991년 - 아이르통 세나
- 1992년 - 아이르통 세나
- 1993년 - 아이르통 세나
- 1994년 - 미하엘 슈마허
- 1995년 - 미하엘 슈마허
- 1996년 - 올리비에 파니스
- 1997년 - 미하엘 슈마허
- 1998년 - Mika Häkkinen
- 1999년 - 미하엘 슈마허
- 2000년 - 데이비드 쿨사드
- 2001년 - 미하엘 슈마허
- 2002년 - 데이비드 쿨사드
- 2003년 - 후안 파블로 몬토야
- 2004년 - Jarno Trulli
- 2005년 - 키미 래이쾨넨
- 2006년 - 페르난도 알론소
- 2007년 - 페르난도 알론소
- 2008년 - 루이스 해밀턴
- 2009년 - 젠슨 버튼
- 2010년 - 마크 웨버
- 2011년 - 제바스티안 페텔
- 2012년 - 마크 웨버
- 2013년 - 니코 로스베르크
- 2014년 - 니코 로스베르크
- 2015년 - 니코 로스베르크
- 2016년 - 루이스 해밀턴
- 2017년 - 제바스티안 페텔
- 2018년 - 다니엘 리카르도
- 2019년 - 루이스 해밀턴
- 2020년 - 코로나19로 인해 취소
- 2021년 - 막스 페르스타펜
- 2022년 - 세르히오 페레스
- 2023년 - 막스 베르스타펜
- 2024년 - 샤를 르클레르
- 2025년 - 랜도 노리스